# إلغاء (حوسبة)

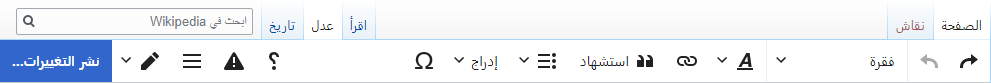
شريط المُحرِّر المرئيِّ، يُظهر أزرار الإلغاء في يمين الصورة

في مُعظم البرمجيَّات، وظيفة الإلغاء هي خاصيَّة تُلغي أثر الفعل الأخير الذي يقوم به المُستخدم، توجد في أغلبيَّة مُحرِّرات النصوص وبرمجيَّات الرَّسم؛ تُمكِّن بذلك استرجاع محرف أو جُزء من رسم تم حذفه.
عكس الإلغاء (Undo) هو الإعادة (Redo)، تستعيد وظيفة الإعادة أي إجراءات تم التراجع عنها مسبقًا باستخدام الإلغاء، قد يشير بعض الأشخاص إلى هذه الميزة على أنها تراجع عكسي (بالإنجليزية: reverse undo)‏.

## التَّاريخ
يُقال إنَّ نظام استرداد الملفات وتحريرها [الإنجليزية]، الذي طوِّر بدءً من عام 1968 في جامعة براون، هو أول نظام قائم على الكمبيوتر يحتوي على ميزة «الإلغاء».